# Ekebergia capensis
Ekebergia capensis är en tvåhjärtbladig växtart som beskrevs av Anders Sparrman. Ekebergia capensis ingår i släktet Ekebergia och familjen Meliaceae. Inga underarter finns listade i Catalogue of Life.